# Abdullah Afeef Didi

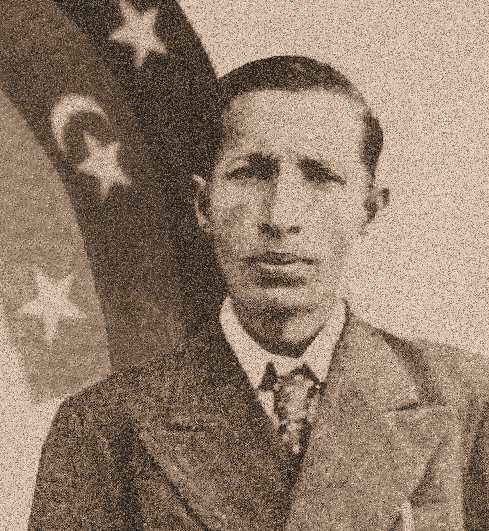
Abdullah Afeef Didi

Abdullah Afeef Didi (nach anderer Transkription auch Abdulla Afif Didi; * 1916 auf den Malediven; † 1993 auf den Seychellen) war ein maledivischer Übersetzer und Politiker. Bekannt wurde er als erster und einziger Staatspräsident der international nicht anerkannten Republik Suvadiva, die sich 1959 vom Sultanat der Malediven abspaltete. 1963 ging er auf die Seychellen ins Exil.

## Leben
Abdullah Afeef Didi wurde 1916 als Sohn des Ali Didi auf den Malediven geboren, vermutlich auf Hithadhoo im Addu-Atoll, wo er auch aufwuchs. Er gehörte einer alten einflussreichen und wohlhabenden Familie an, was ihm eine private Ausbildung in Ägypten ermöglichte, wo er Englisch und Arabisch lernte.
Als die Briten während des Zweiten Weltkrieges im Addu-Atoll den Stützpunkt Gan (Atoll Addu) aufbauten, stellten sie Abdullah Afeef, der zuvor aus Ägypten zurückgekehrt war, als Übersetzer und Vermittler zwischen britischen Soldaten und Maledivern ein.
1944 kam es im Addu-Atoll zu Unruhen gegen die Zentralregierung in Malé, nachdem diese ein Handelsverbot zwischen Briten und Maledivern festgelegt hatte und zwei Polizeimilizionäre, die zur Aufrechterhaltung des Verbots in Addu stationiert waren, Gewalttaten gegen Einheimische begangen hatten. Obwohl sich Abdullah Afeef Didi an den Ausschreitungen nicht aktiv beteiligte, wurde er festgenommen, aufgrund falscher Aussagen verurteilt und in Malé öffentlich ausgepeitscht, anschließend für mehrere Jahre auf eine abgelegene Insel verbannt.
Die britische Basis war bei Kriegsende aufgegeben worden, wurde aber 1957 wieder neu besetzt und umgebaut. Nach seiner Freilassung war Afeef deshalb wieder für die Briten tätig. Der maledivische Premierminister Ibrahim Nasir ernannte Afeef schließlich zum offiziellen Verbindungsoffizier zwischen Briten und Einheimischen. Aufgrund des maledivisch-britischen Konflikts um den Stützpunkt und der allgemeinen Unzufriedenheit mit der Regierung in Malé brach im Addu-Atoll am 1. Januar 1959 ein Aufstand aus. Abdullah Afeef, der Gewalt zu vermeiden versuchte und eher pazifistisch eingestellt war, beteiligte sich nicht daran, sondern half den verfolgten Regierungsbeamten zur Flucht zu den Briten und rettete so deren Leben. Infolge des Aufstandes erklärte sich das Addu-Atoll für unabhängig, die beiden nördlicheren Atolle folgten, so dass die Republik Suvadiva gegründet wurde. Die Aufständischen baten die Briten um Unterstützung, diese forderten aber einen vertrauenswürdigen Ansprechpartner. Hierfür kam nur Afeef in Frage, da er als einziger Bewohner des Addu-Atolls über gute Beziehung zu den Briten verfügte und gleichzeitig gebildet und allgemein geachtet war. Dieser weigerte sich jedoch, da er die Sezession von Anfang an als gescheitert betrachtete und die Folgen fürchtete. Er wurde jedoch von den Aufständischen in diese Rolle gedrängt; nachdem ihm und seiner Familie von den Briten im Falle des Scheiterns der Republik die Evakuierung zugesichert worden waren, akzeptierte er die ihm angebotene Position. Er wurde daraufhin offiziell zum Präsidenten der Republik Suvadivas ernannt.
Als Präsident schrieb er Briefe an die Times und an den Hochkommissar in Ceylon, Sir Alexander Francis Morley, in denen er relativ erfolglos um Unterstützung warb.
Nachdem Premierminister Nasir die beiden nördlichen Atolle zurückerobert hatte, ein weiterer Aufstand im Huvadhu-Atoll blutig niedergeschlagen worden war und sich die britische Regierung schließlich mit Nasir über den Stützpunkt geeinigt hatte, war das Ende Suvadivas besiegelt. Am 30. September 1963 wurde die letzte suvadivische Flagge eingeholt und die maledivische gehisst. Wie versprochen brachte das britische Militärschiff HMS Loch Lomond Abdullah Afeef Didi mit seiner Familie auf die (damals noch britischen) Seychellen ins Exil.
Auf den Seychellen machte Afeef erneut im Staatsdienst Karriere; auch seine Kinder bekleiden heute bedeutende Ämter in Staat und Wirtschaft.
Kurz vor seinem Tod wurde Abdullah Afeef Didi gestattet, auf die Malediven zeitweise zurückzukehren, um Verwandte zu besuchen. Er starb 1993 auf den Seychellen.
Bis heute wird Afeef Didi im Süden der Malediven als Volksheld verehrt.